# Andrea Cionna
Andrea Cionna (nacido en 1968) es un atleta italiano.

## Biografía
Cionna nació en Osimo  provincia de Ancona. Tiene el récord mundial de la maratón más rápida de un hombre totalmente ciego, establecido en 2:31:59 en Roma en 2007,  y ha ganado dos medallas de bronce en carreras de larga distancia en los Juegos Paralímpicos.  

## Trayectoria profesional
Compitió por primera vez en los Juegos Paralímpicos en 2004, participando en dos eventos de larga distancia y corriendo con junto a un guía. En el evento T11 de 10,000 metros para corredores totalmente ciegos, terminó tercero en 33: 59.98, ganando la medalla de bronce, detrás de Henry Wanyoike de Kenia (oro) y Carlos Amaral Ferreira de Portugal (plata). En el maratón T11, también terminó tercero, en 2:49:59, detrás del japonés Yuichi Takahashi (oro) y el portugués Carlos Ferreira (plata).  
Compitió nuevamente en los Juegos Paralímpicos en 2008, un año después de establecer un récord mundial en el maratón a ciegas. Sin embargo, en los Juegos Paralímpicos de 2008, el maratón T11 había sido abolido como un evento separado, y los atletas categorizados T11 (totalmente ciegos) corrieron en el mismo maratón que los atletas categorizados T12 (vista parcial). Cionna corrió más rápido que los atletas ciegos, estableciendo un récord paralímpico para su categoría en 2:36:43, pero terminó la carrera en el séptimo lugar, detrás de seis corredores categorizados T12. El maratón fue el único evento en el que participó pues la carrera de 10,000 metros también fue un evento T12.  